# نبرد کارپی
نبرد کارپی که در تابستان ۱۷۰۱ رخ داد، نخستین نبرد در جنگ‌های جانشینی اسپانیا بود. این جنگ در ۹ ژوئیه ۱۷۰۱ میان فرانسه و اتریش روی داد.